# Яскульские
Яскульские герба Лещиц (пол. Kategoria:Jaskólscy herbu Leszczyc‎, Jaskólski, Jaskulski) (также — Яскольськи (Jaskolski)) — польский дворянский (шляхетский) род Речи Посполитой.
Происходит из Великой Польши из Санокской земли.

## Известные представители
- Мариуш Станислав Яскульский (? — 1683) — великий стражник коронный (Королевства Польского), дипломат, каштелян санокский (с 1663), затем киевский, воевода черниговский, потом воевода подольский (1683).